# BAT99-7
BAT99-7, även känd som HD 32109, är en ensam stjärna i Stora magellanska molnet i södra delen av stjärnbilden Svärdfisken. Den har en högsta skenbar magnitud av ca 13,8 och kräver ett kraftfullt teleskop för att kunna observeras. Baserat på parallax enligt Gaia Early Data Release 3 på ca 0,0083 mas beräknas den befinna sig på ett avstånd av ca 160 000 ljusår (ca 50 000 parsec) från solen. 

## Egenskaper
BAT99-7 är en blå Wolf-Rayet-stjärna i huvudserien av spektralklass WN4b. Den har en massa av ca 25 solmassor, en radie av ca 1,1 solradie och utsänder energi från dess fotosfär motsvarande ca 690 000 gånger solen vid en effektiv temperatur av ca 158 500 K.
Stjärnan har ett spektrum med extremt breda emissionslinjer, och är prototyp för "round line"-stjärnorna, Wolf-Rayet-stjärnor vars spektra kännetecknas av starka och breda emissionslinjer med runda linjeprofiler. De breda emissionslinjerna antyder en extremt hög temperatur på nästan 160 000 K, vilket skulle göra den till den hetaste av alla WN-stjärnor med känd temperatur, samt en extraordinärt stor massförlusthastighet för en Wolf-Rayet-stjärna i LMC, med 10−4,48 solmassa/år, vilket betyder att stjärnan förlorar en solmassa i massa per 30 200 år.